# Paul Alberdingk Thijm
Petrus Paulus (Paul) Maria Alberdingk Thijm (Amsterdam, 21 oktober 1827 – Kessel-Lo (Leuven), 1 februari 1904) was een Nederlands-Belgisch historicus, auteur en hoogleraar.

## Biografie

### Jeugd en opleiding
Paul Alberdingk Thijm was de jongere broer van schrijver Joseph Alberdingk Thijm. Door zijn vader werd hij voorbestemd om in de handel te gaan. Alberdingk Thijm studeerde aan de Universiteit van Utrecht waar hij in 1851 het doctoraalexamen in de wiskundige wetenschappen behaalde. Geïnspireerd door zijn oudere broer Joseph studeerde Paul verder aan de universiteit en behaalde in 1857 het doctoraat in de Letteren en Wijsbegeerte te Utrecht. De daaropvolgende jaren volgde Alberdingk Thijm nog colleges in Bonn, München en Freiburg im Breisgau. Daar ontmoette hij de Duitse historicus August-Friedrich Gfrörer die hem sterk beïnvloedde. Alberdingk Thijm zou later met de dochter van Gfrörer huwen.

### Historicus en schrijver
Na zijn huwelijk vestigde Alberdingk Thijm zich in Leuven en begon er te schrijven aan een werk over de geschiedenis van de Kerk in de Nederlanden. In 1861 verscheen het eerste deel over de heilige Willibrord. In 1864 werd Alberdingk Thijm geschiedenisleraar te Maastricht maar keerde in 1870 terug naar Leuven waar hij Jan Baptist David zou opvolgen als hoogleraar van het vak Geschiedenis van de Nederlandse letteren aan de Katholieke Universiteit van Leuven. Later zou Alberdingk Thijm er ook nog de geschiedenis van de Duitse letteren doceren. Ondertussen was in 1867 ook het tweede deel over Karel de Grote verschenen in zijn groots opgezette werk over de geschiedenis van de Kerk in de Nederlanden. Wegens tijdgebrek zouden in deze reeks geen verdere delen meer volgen.
In 1875 was hij een van de medestichters van het Davidsfonds en werd er drie jaar de eerste voorzitter van. Hij was eveneens ondervoorzitter van de studentenvereniging Met Tijd en Vlijt en voorzitter van de Zuidnederlandse Maatschappij voor Taalkunde.
Einde 1887 nam Paul Alberdingk Thijm de hoofdredactie van het literair tijdschrift Dietsche Warande over van zijn broer Joseph die het in 1855 opgericht had. Paul Alberdingk Thijm bracht het tijdschrift naar Vlaanderen en gaf er een volledige Vlaamse toets aan. In 1900 fusioneerden de tijdschriften Dietsche Warande en het Het Belfort tot de Dietsche Warande en Belfort en werd Alberdingk Thijm gewoon redactielid.

## Erkenning
- 1886: lid van de Koninklijke Academie voor Nederlandse Taal en Letteren[1]
- Veel van zijn werk is vertaald naar het Duits (hij werkte ook mee aan verscheidene Duitse tijdschriften).
- Alberdingk Thymlaan in Kessel-Lo (deelgemeente van Leuven).